# Raffaele Pergolesi
Raffaele Pergolesi (Ancona, 8 gennaio 1871 – Napoli, 9 settembre 1953) è stato un militare italiano, insignito della medaglia d'oro al valor militare a vivente nel corso della guerra italo-turca.

## Biografia
Nacque ad Ancona l'8 gennaio 1871, figlio di Corrado e di Maria Zanetti.
All'età di diciotto anni entrò come allievo alla Regia Accademia Militare di Artiglieria e Genio di Torino, da cui uscì con la nomina a sottotenente dell'arma di artiglieria il 10 maggio 1889 destinato alla Scuola di applicazione d'arma. Prima che il corso avesse termine ottenne di passare iin fanteria, nel corpo dei bersaglieri, e fu assegnato al 2º Reggimento bersaglieri dove, il 17 luglio 1893, venne promosso tenente. A Napoli, il 27 giugno di quello stesso anno, affrontò coraggiosamente un individuo armato ed autore di ferimento e fu decorato di medaglia di bronzo al valor civile.
Frequentò con successo, tra il 1900 e il 1903, la Scuola di guerra venendo promosso capitano a scelta e destinato al 6º Reggimento bersaglieri.
Dal 1909 prestò servizio di stato maggiore presso la Divisione militare di Napoli, e nei primi mesi del 1911 passò all'11º Reggimento bersaglieri di cui curò la mobilitazione in vista dell'inizio della guerra italo-turca. Al comando della 7ª compagnia, il 9 ottobre 1911 partì da Napoli per la Libia.
Alle ore 8:00 del 12 ottobre la compagnia era già sbarcata a Tripoli e sostituì i marinai nelle posizioni della testa di sbarco. Il 14 e 15 ottobre respinse i primi attacchi delle fanterie turche e, subito dopo, nel nuovo schieramento assunto dal reggimento, la 7ª compagnia passò al presidio del fortino di Mèsri. Verso le ore 8:30 del 23 ottobre egli si trovava all’estrema destra della difesa sul fronte orientale, e avvistato un insolito movimento di indigeni nell'oasi antistante, aprì subito il fuoco scoprendo così le intenzioni del nemico che, uscito in gran numero dall'oasi, attaccò verso il fortino di Mèsri e verso la Moschea di Ben Saad. Rimasto gravemente ferito nel corso dell'azione, con Regio Decreto 22 marzo 1913 venne insignito della medaglia d'oro al valor militare a vivente.
Ristabilitosi dalle gravi ferite riportate alla gamba, al braccio destro, al torace ed al gomito sinistro, fu collocato a riposo il 2 settembre 1915, con il grado di 1º capitano, a causa di infermità proveniente dal servizio. Laureatosi in ingegneria civile nel Politecnico di Napoli, lavorò poi come ingegnere. Morì a Napoli il 9 settembre 1953.

### Annotazioni
1. ↑  Per i combattimenti di quel giorno sul fronte Enni-Sciara Sciat, la bandiera dell'11º Reggimento bersaglieri fu decorata di medaglia d’oro al valor militare.

### Fonti
1. ↑  Carolei, Greganti 1968, p. 88.
2. 1 2 3 4 5 6 7 8 9 10 11 12  Combattenti Liberazione.
3. 1 2  Vitale, Cepollaro 1961, p. 21.
4. ↑  Quirinale - scheda - visto 23 marzo 2023